# Palatul Aynalıkavak
Palatul Aynalıkavak (în turcă Aynalıkavak Kasri) este un palat otoman situat în cartierul Haskoy din vecinătatea cartierului Beyoglu din Istanbul, Turcia. Acesta a fost construit in timpul domniei sultanului Ahmed I (1603-1617), cu diverse adăugiri și modificări pe parcursul timpului. Se află sub administrarea Departamentului Turc de Palate Naționale.

## Legături externe
- Department Național al Palatelor - Aynalıkavak Palace Arhivat în 15 aprilie 2010, la Wayback Machine.